# 大黑山岛

大黑山岛的渔船

大黑山岛是中国渤海长山列岛中的一个火山岛，位于群岛的最西端，是长山列岛中面积比较大的一个岛，距离南长山岛约3海里航程。大黑山岛地貌独特，岛上地形以山地为主，有极少量的平地，岛上有三个主要的山头，分别为老黑山、老鹰窝和鞍桥山，其中老黑山是全岛最高点，海拔高度约140米左右。

## 生态
大黑山岛原本没有高大乔木，均为裸露岩石，由于特殊的地理环境岛上蝮蛇数量极大，曾经有中国第二蛇岛之称。1949年后，当地政府组织在岛上种植树木，目前全岛绝大部分山地被油松林覆盖，由于生境的改变和人类活动的增加，岛上蝮蛇的数量显著减少，据估算现在岛上蝮蛇数量约有1万只左右。
每年秋季大黑山岛还是猛禽南迁的重要中继站。从西伯利亚和中国东北南迁的猛禽从辽东半岛入海，向南跨越渤海海峡，南北排列的长山列岛成为他们落脚的中继站，大黑山岛是最接近山东半岛的岛屿之一，生态环境适宜，人类活动相对其他岛屿较少，很多猛禽选择大黑山岛作为登陆前最后的修整地。因此大黑山岛被列为长岛鸟类国家级自然保护区的核心区，同时也是长岛鸟类环志站的重要工组站点，每年在这里环志的猛禽数量约占中国猛禽环志数量的80%。

## 人类活动
大黑山岛上的人类活动可以追溯到龙山文化时期之前，岛上的北庄遗址是胶东地区最大的古人类文化遗迹，1996年被列为中国全国重点文物保护单位。自唐代开始，大黑山岛成为流放重刑犯的目的地，史料上称作沙门岛，很多罪犯，包括一些犯罪的官员被流放到岛上，在岛上繁衍生息，形成岛上的居民群落。明中叶，大黑山岛曾经一度被倭寇占据，后被明军收回。一些海盗的后裔也定居在岛上。
现在大黑山岛归属长岛县黑山乡管辖，岛上有三个自然形成的居民点南庄、北庄和土港，位于岛的东侧和南北两侧，除了居民，岛上还有二炮部队的一个雷达站，客货运码头一个，渔港一个，常住居民约2000人。长岛县黑山乡政府设立在北庄村，岛上有乡中心小学一所，共四个年级，岛上居民大多从事渔业和养殖业。